# Passiflora parritae
Passiflora parritae là một loài thực vật có hoa trong họ Lạc tiên. Loài này được (Mast.) L.H. Bailey mô tả khoa học đầu tiên năm 1916.